# Harrys Depot

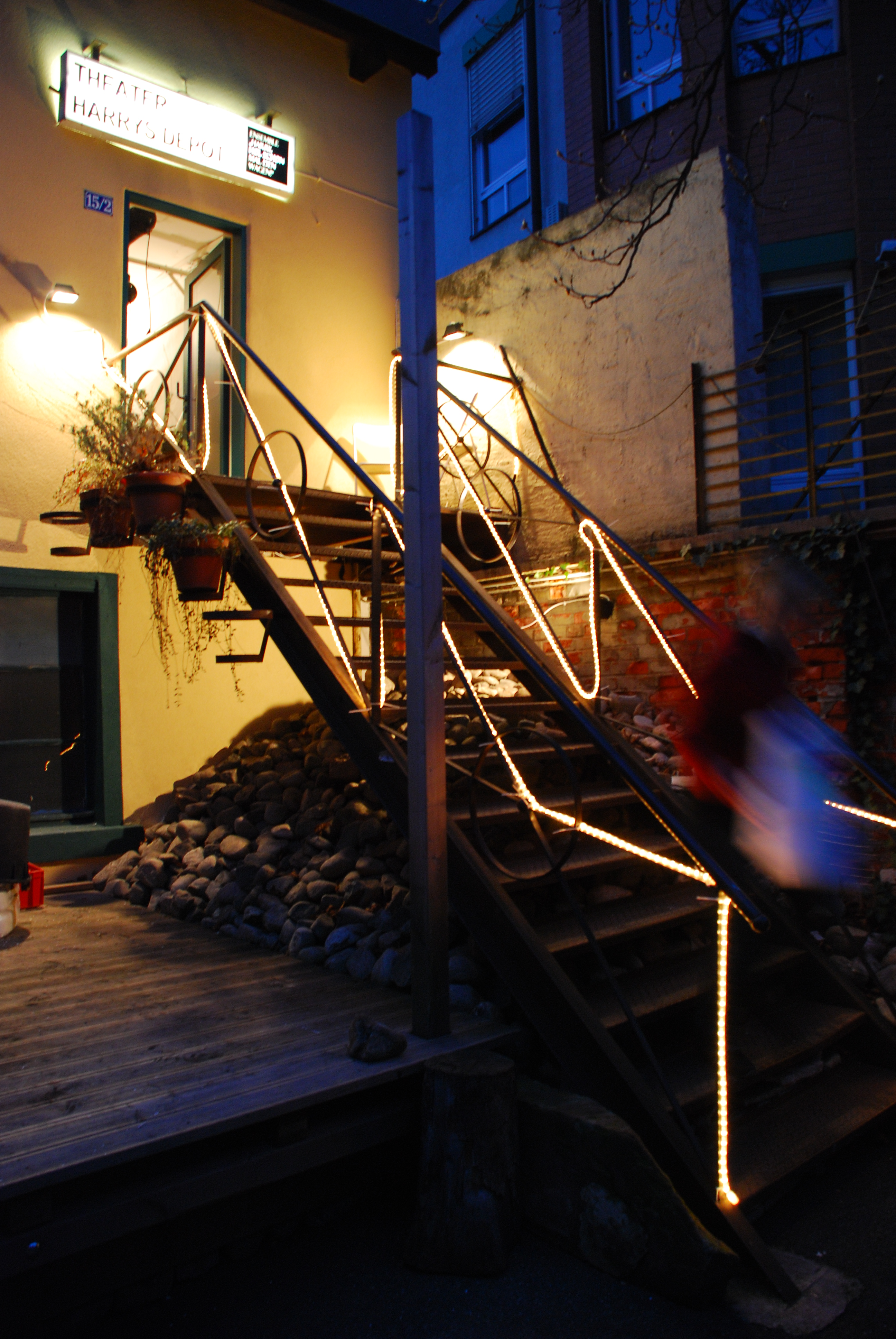
Eingang von Harrys Depot

Harrys Depot ist das kleinste Theater in Freiburg im Breisgau. Das Theater hat eine Grundfläche von 55 m² und bietet 40 Zuschauern Platz. Eröffnet wurde das Theater am 6. März 2008, das Ensemble Harry hol schon mal den Wagen spielte die Uraufführung der Eigenproduktion Rotkäppchen und was die Gebrüder Grimm uns verschwiegen haben.